# Ken Patera
Kenneth Patera (Portland, 6 novembre 1942) è un sollevatore, wrestler e strongman statunitense, celebre, oltre che come lottatore, anche come vincitore della medaglia d'oro nel sollevamento pesi ai Giochi panamericani del 1971, nella categoria pesi massimi.

## Carriera

### Wrestling
Patera iniziò la sua carriera di lottatore nel 1973; dopo un breve stint in AWA, il suo primo feud di rilievo fu nella Mid-Atlantic contro l'allora United States Heavyweight Champion Johnny Valentine, con Patera nel ruolo del "babyface".

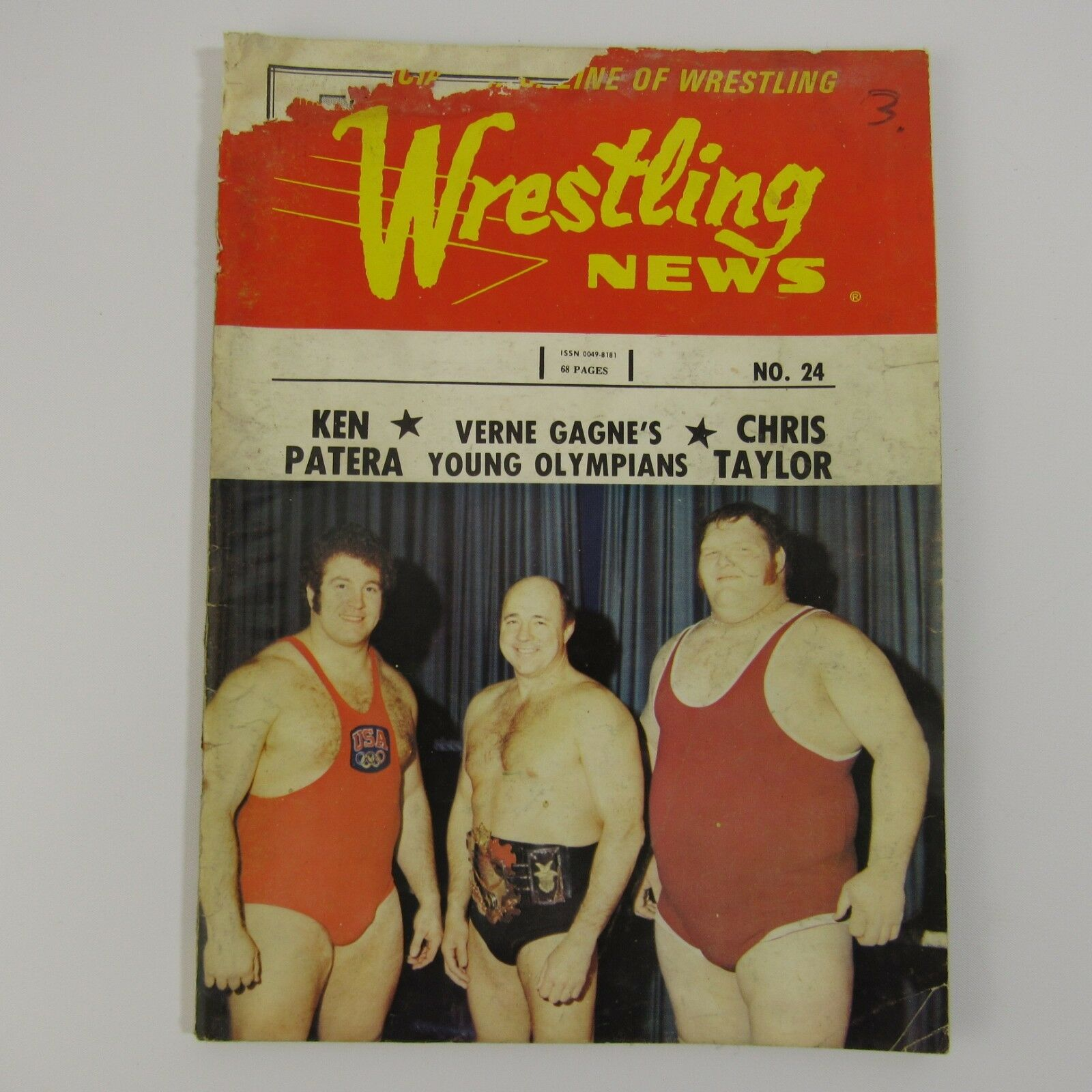
Ken Patera, Verne Gagne, Chris Taylor nel 1974

Nel corso degli anni settanta ed ottanta lottò, principalmente come heel, nella World Wrestling Federation (WWF), nella National Wrestling Alliance (NWA), e nella American Wrestling Association (AWA). Nel 1977, sfidò Bruno Sammartino per il WWWF Heavyweight Championship, senza però riuscire a sconfiggere "The Italian Strongman".
Nel 1980, all'apice della carriera, Patera detenne il titolo Intercontinentale WWF (secondo campione in assoluto dopo aver sconfitto il primo detentore del titolo Pat Patterson), e l'NWA Missouri Heavyweight Championship, due titoli molto prestigiosi all'epoca. Fu uno dei wrestler più odiati dal pubblico della sua era (vinse il premio "Most Hated Wrestler" di Pro Wrestling Illustrated nel 1977), e spesso era solito "infortunare" i suoi avversari con la sua mossa Full Nelson.

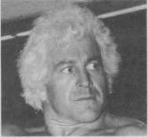
Patera tinto di biondo nel 1982

Patera tornò nel territorio della Mid-Atlantic da heel, sconfiggendo Chief Wahoo McDaniel per la cintura Mid-Atlantic Heavyweight Championship nell'aprile 1978. Difesa la cintura per circa un anno, la perse contro Tony Atlas per poi riconquistarla in seguito. Patera perse definitivamente il titolo in un match con Jim Brunzell, a Richmond, in Virginia.
Membro fisso della stable heel The Heenan Family nell'AWA (1982–1983), e successivamente anche in WWF (1984–1985), mentre si trovava nella AWA, ebbe dei feud con l'emergente Hulk Hogan, con Greg Gagne, e con Jim Brunzell. Durante l'assenza di Bobby Heenan dalla federazione nel 1983, a causa di un infortunio alla schiena, Patera prese come manager Sheik Adnan El-Kaissie e formò un tag team con Jerry Blackwell denominato "The Sheiks"; entrambi indossavano il tipico copricapo arabo e si scontrarono con gli High Flyers (Greg Gagne & Jim Brunzell) per il AWA World Tag Team Championship, vincendo le cinture nel giugno 1983. Patera & Blackwell persero poi le cinture in favore di Baron von Raschke & The Crusher. Nella WWF, Patera riesumò il suo feud con Hogan, ed aiutò Big John Studd nella sua rivalità con André the Giant.
Il 6 aprile 1984, Patera venne arrestato per una rissa avvenuta in un ristorante McDonald's a Waukesha, Wisconsin. Sedici mesi dopo, fu condannato a due anni di carcere.
La WWF portò nuovamente Patera nella compagnia nella primavera del 1987, questa volta come lottatore face. Ebbe delle discussioni con il suo ex manager Bobby Heenan che culminarono in un attacco fisico di Patera nei confronti di Heenan, che dovette portare un collare ortopedico per mesi dopo l'accaduto (kayfabe). Quindi, Patera iniziò un feud con la Heenan Family (all'epoca composta da Paul Orndorff, Harley Race, King Kong Bundy e Hercules). Nel suo primo match dopo il ritorno, sconfisse The Honky Tonk Man per sottomissione con una presa bearhug, venendo acclamato dal pubblico.
Poco tempo dopo il suo ritorno in WWF, Patera ebbe un serio infortunio al bicipite destro, che in breve tempo lo fece precipitare al rango di mid-card. Nel suo ultimo match trasmesso in televisione alla fine del 1988 (una sconfitta contro Bad News Brown e "Outlaw" Ron Bass), i commentatori Gorilla Monsoon e Lord Alfred Hayes affermarono in diretta che Patera era in declino e che stava per ritirarsi dalla lotta.
Patera ritornò nella AWA all'inizio del 1989 e cercò senza successo di conquistare il titolo AWA World Championship sfidando Larry Zbyszko. Fece coppia con Brad Rheingans in un team chiamato "The Olympians". Il team sconfisse i Badd Company per il AWA World Tag Team Championship poco tempo dopo, ma il loro regno da campioni fu breve.
Verso il finale di carriera, Ken Patera andò a combattere nella UWF di Herb Abrams, nella PWA ed in altre federazioni minori del circuito indipendente in Minnesota.
Il 12 agosto 2011, Patera ha fatto un ritorno a sorpresa sul ring in occasione dell'evento "Legends & Icons" organizzato dalla Juggalo Championship Wrestling, perdendo contro Bob Backlund.

## Vita privata
Ken Patera è il fratello minore di Jack Patera, allenatore in NFL dei Seattle Seahawks dal 1976 al 1982.
Si è sposato tre volte e ha due figlie.
Nel corso di una intervista "shoot" del 2008 per la RF Video, Patera ha affermato di essere un alcolista.

## Personaggio
Mosse finali
- Bearhug[6]
- Lifting spinning full nelson

Manager
- Bobby Heenan
- The Grand Wizard

## Titoli e riconoscimenti
- American Wrestling Association
  - AWA World Tag Team Championship (2) – con Brad Rheingans (1) & Jerry Blackwell (1)

- Cauliflower Alley Club
  - Other honoree (1999)

- Continental Wrestling Association
  - CWA International Heavyweight Championship (2)

- Georgia Championship Wrestling
  - NWA Georgia Heavyweight Championship (1)

- Mid-Atlantic Championship Wrestling
  - NWA Mid-Atlantic Heavyweight Championship (2)
  - NWA Mid-Atlantic Tag Team Championship (1) – con John Studd

- NWA Big Time Wrestling
  - NWA American Heavyweight Championship (1)

- NWA Tri-State
  - NWA Tri-State Brass Knuckles Championship (1)
  - NWA United States Tag Team Championship (Tri-State version) (1) – con Killer Karl Kox

- Pro Wrestling Illustrated
  - PWI Most Hated Wrestler of the Year (1977, 1981)
  - 75º nella classifica di PWI relativa ai migliori 100 tag team dei "PWI Years" del 2003.
  - 127º tra i 500 migliori wrestler singoli nella "PWI Years" (2003)

- Southwest Championship Wrestling
  - SCW Southwest Brass Knuckles Championship (1)

- St. Louis Wrestling Club
  - NWA Missouri Heavyweight Championship (2)

- Universal Wrestling Association
  - UWA Heavyweight Championship (1)[7]
- World Wrestling Federation
  - WWF Intercontinental Championship (1)

- Wrestling Observer Newsletter
  - Match of the Year nel 1980 – vs. Bob Backlund (Texas Death match, 19 maggio 1980, New York City, New York)